# Sheshonq C
Sheshonq C (... – 889 a.C.) è stato un Primo Profeta di Amon durante la XXII dinastia egizia.

## Biografia
Figlio maggiore di Osorkon I, svolse la funzione sacerdotale a Tebe durante il regno del padre, il quale lo aveva insediato in quella carica al posto di suo fratello (o fratellastro) Iuput. La carica ricoperta da Sheshonq era, de facto, quella di viceré dell'Alto Egitto.
| R8 | U36 | D1 · p · n | i | mn · n | R5 · Z1 |

hm ntr tpi n imn r՚ - Primo Profeta di Amon-Ra
|          |        |
| \| \| \| |        |
|          |        |
| i        | mn · n |

| i | mn · n |

|          |        |
| \| \| \| |        |
|          |        |
| i        | mn · n |

| i | mn · n |

(mr) i mn s3 s3 n k  - Sheshonq (amato da) Amon

### Sovrapposizione con Sheshonq II
Rimane in attesa di ulteriori conferme l'identificazione, proposta dall'egittologo inglese Kenneth Kitchen, di Sheshonq C con il re Sheshonq II il quale, secondo Kitchen, svolse per brevissimo tempo il ruolo di coreggente del padre, in base alle iscrizioni su una statua del dio Nilo conservata al British Museum di Londra che lo identifica come figlio di Osorkon I e della regina Maatkara, figlia di Psusennes II.

Nell'iscrizione Sheshonq C è chiamato Signore delle Due Terre (signore e non re) e la formula Amato da Amon è inscritta nel cartiglio. Comunque si deve tenere presente che:
- nel testo non sono riportati né il nome di trono né il  praenomen;
- l'uso del cartiglio da parte di principi reali è attestato anche in altri periodi della storia egizia;
- il documento raffigura Sheshonq C come un semplice Primo Profeta di Amon la cui immagine si trova a fianco delle gambe del dio Nilo (ossia con una posizione e con dimensioni minori di quelle che spetterebbero ad un re);
- nessuna delle tre mogli di Sheshonq C usò il titolo di moglie del re su nessuno dei propri oggetti;
- il figlio di Sheshonq, Horsaset, che assunse in seguito completa titolatura reale, non si titolò figlio di re in nessuna iscrizione.